# لوسي فيسر
لوسي فيسر (بالهولندية: Lucie Visser)‏ هي عارضة وممثلة هولندية، ولدت في 18 فبراير 1958 في لاهاي في هولندا.

## وصلات خارجية
- لوسي فيسر على موقع IMDb (الإنجليزية)
- لوسي فيسر على موقع كينوبويسك (الروسية)